# La Chapelle-Biche
La Chapelle-Biche (la ʃa.pɛl.biʃⓘ) es una población y comuna francesa, situada en la región de Baja Normandía, departamento de Orne, en el distrito de Argentan y cantón de Flers-Sud.

## Demografía
| 319 | 310 | 333 | 424 | 513 | 480 |
| Para los censos de 1962 a 1999 la población legal corresponde a la población sin duplicidades (Fuente: INSEE [Consultar]) |     |     |     |     |     |